# Én és a maffia
Az Én és a MOB (Who Do I Gotta Kill? / Me and the Mob) egy 1994-ben készült film, Frank Rainone rendezésében, Sandra Bullock főszereplésével.

## Történet
|  | Alább a cselekmény részletei következnek! |

Jimmy Corona író az utóbbi időben kudarcot kudarcra halmoz: ügynöksége visszautasítja legutolsó könyvét, barátnője elhagyja, ezért "lesz, ami lesz" alapon Jimmy úgy dönt, rendbe hozza karrierjét. Olyan témáról fog írni, ami mindenkit érdekel: a maffiáról. Mivel rokoni szálak fűzik a MOB (Véres Banda elnevezésű alvilági csoport) egyik tagjához, könnyen beépül közéjük. Élete azonban hamarosan rémálommá válik, mert egyszerre válik a MOB és a rendőrség céltáblájává.

## Szereplők
| Szerep                          | Színész              | Magyar hang |
| ------------------------------- | -------------------- | ----------- |
| Jimmy Corona                    | James Lorinz         |             |
| Lori                            | Sandra Bullock       |             |
| Tony Bando                      | Tony Darrow          |             |
| Billy "Bink-Bink" Borelli       | John Costelloe       |             |
| Aldo "Birdman" Badamo           | Vincent Pastore      |             |
| Frankie "The Fixer" Giachetti   | Frank Gio            |             |
| Fred                            | Steve Buscemi        |             |
| kocogó                          | Lori Rachal          |             |
| Dick                            | Louis Giovannetti    |             |
| Tina                            | Lee Anne Linfante    |             |
| Rico                            | Mario Cantone        |             |
| Franco                          | Frankie Cee          |             |
| Belcher                         | Richard Bright       |             |
| Leary                           | Michael Luciano      |             |
| Kevin Friedland                 | Anthony Michael Hall |             |
| Angie Giachetti                 | Janice Steinmetz     |             |
| Bobby Blitzer                   | Stephen Lee          |             |
| George Stelloris                | Ted Sorel            |             |
| ügynökségi recepciós            | Sandy Colosimo       |             |
| lány George bárjánál            | Suze Trevithick      |             |
| detektív                        | Johnny Lorinz        |             |
| megtévesztett bölcs             | Arthur J. Nascarella |             |
| a Vízügyi Minisztérium ellenőre | Nicholas Spina       |             |
| a kiadó titkára                 | Vickie Weinstein     |             |
| kiadó                           | Roy Frumkes          |             |
| pap                             | Mario Augusta        |             |
| nővér                           | Mary Lynn Hetsko     |             |
| bingónyertes                    | Nellie Zastawna      |             |
| nő kötőtűvel                    | Irma St. Paule       |             |
| nő a tárgyaláson                | Frances Levy         |             |